# Aeroporto di Coriza
L'aeroporto di Coriza (ICAO: LAKO) era un aeroporto albanese situato a nord ovest del centro di Coriza, capoluogo degli omonimi distretto e prefettura.
Privo di ogni infrastruttura, era costituito unicamente da una pista con superficie in erba e terra battuta con orientamento 01/19 e lunga 2 278 per 84 metri.

## Storia
L'aeroporto venne utilizzato durante la seconda guerra mondiale dalla Luftwaffe e dalla Regia Aeronautica, come scalo tattico militare di supporto alle truppe del Regio Esercito durante l'invasione italiana dell'Albania del 1939 e la successiva occupazione.
In seguito fu sede della base aerea di Coriza-Veriperëndim (Korçë Veriperëndim) della Forcat Ajrore Shqiptare, l'aeronautica militare albanese.
Negli anni 2020, l'aeroporto risulta essere chiuso.